# Johan Bladh (konstnär)
Johan Gustaf Filemon Bladh, född 8 mars 1893 i Mörsil, Jämtlands län, död 9 dec 1976 i Stockholm var en svensk konstnär.
Han var son till banvakten Anders Gustaf Blad och hans maka Anna Maria, född Nilsson. Bladh studerade vid Tekniska skolan 1911-1912 och vid Althins målarskola i Stockholm 1916-1918. Han medverkade i grupputställningar på Liljevalchs konsthall, Ekströms konsthandel samt med sällskapet Jämtlandskonstnärer i Östersund. Hans konst består av landskapsmotiv från Jämtland och Härjedalen, Stockholmsmotiv, interiörer från fäbodar, stilleben, porträtt och blommor i olja.